# Pomnik Andrzeja Huszczy w Zielonej Górze
Pomnik Andrzeja Huszczy w Zielonej Górze – pomnik zielonogórskiego żużlowca, legendy Falubazu Zielona Góra, dłuta Artura Wochniaka odsłonięty w Zielonej Górze w 2018 r.

## Budowa pomnika
Pomnik powstał z inicjatywy prezydenta miasta Janusza Kubickiego w celu upamiętnienia legendy zielonogórskiego żużla. Pomnik odsłonił Andrzej Huszcza.

## Lokalizacja
Pomnik miał znaleźć się na nowym rondzie w kierunku wjazdu do zielonogórskiej Raculi, w której mieszka żużlowiec. Ostatecznie stanął na deptaku, naprzeciwko byłego kina Nysa.

## Opis pomnika
Pomnik Andrzeja Huszczy jest pierwszym w Polsce dynamicznym pomnikiem żużlowca. Pomnik jest wykonany z brązu. Przedstawia uśmiechniętego Andrzeja Huszczę, w skali 1:1, jadącego na motorze na jednym kole, robiącego tzw. świecę, jedną ręką pozdrawiającego kibiców. Żużlowiec stoi na wąskim cokole z czarnego marmuru. Na pomniku widnie napis: 
ANDRZEJ HUSZCZA – LEGENDA ZIELONOGÓRSKIEGO SPEEDWAYA